# AirTrain JFK
AirTrain JFK là một hệ thống vận chuyển khách dài 13 dặm Anh (13 km) và tuyến đường sắt sân bay phục vụ sân bay quốc tế John F. Kennedy ở Thành phố New York, Hoa Kỳ. Hệ thống hoạt động 24/7 và bao gồm 3 tuyến và 10 trạm. Nó kết nối 6 nhà ga của sân bay với Tàu điện ngầm Thành phố New York ở Howard Beach, Queens, và với Long Island Rail Road và tàu điện ngầm ở Jamaica, Queens. Bombardier Transport vận hành AirTrain JFK theo hợp đồng với chủ sở hữu của sân bay, Cảng vụ New York và New Jersey.
Một tuyến đường sắt đến sân bay JFK lần đầu tiên được đề xuất vào năm 1968. Cuối cùng, liên kết đường sắt đã bị hủy bỏ hoàn toàn do khủng hoảng tài chính New York vào 1975. Nhiều kế hoạch khác nhau đã xuất hiện để xây dựng kết nối đường sắt Sân bay JFK cho đến những năm 1990, mặc dù những điều này không được thực hiện vì thiếu kinh phí. Dịch vụ tàu điện ngầm JFK Express và xe buýt đưa đón đã cung cấp một hệ thống giao thông không phổ biến đến và xung quanh JFK. Kế hoạch chuyên sâu cho một hệ thống giao thông chuyên dụng tại JFK đã bắt đầu vào năm 1990, nhưng cuối cùng đã bị cắt lại từ một tuyến đường sắt trực tiếp đến một người dân nội địa.
Việc xây dựng tuyến vận chuyển này hiện tại bắt đầu vào năm 1998. Trong quá trình xây dựng, AirTrain JFK là đối tượng của một số vụ kiện, và một nhà điều hành đã chết trong một trong những lần chạy thử hệ thống. Hệ thống được mở vào ngày 17 tháng 12 năm 2003, sau nhiều lần trì hoãn. Kể từ đó, một số cải tiến đã được đề xuất cho AirTrain JFK, bao gồm cả phần mở rộng cho Manhattan.
Tất cả hành khách đi vào hoặc đi ra ở Jamaica hoặc Howard Beach đều phải trả 5 đô la tiền vé, trong khi những người đi lại trong sân bay có thể đi xe miễn phí. Hệ thống này ban đầu được dự kiến sẽ vận chuyển 4 triệu hành khách trả tiền hàng năm và 8,4 triệu hành khách liên trạm hàng năm mỗi năm. AirTrain đã liên tục vượt quá các dự đoán này kể từ khi mở. Năm 2017 hệ thống có 7,7 triệu hành khách trả tiền và 12,6 triệu hành khách liên ga.